# Albert Ciamberlani
Albert Louis Alexandre Vincent Marie Ciamberlani (Brussel, 13 mei 1864 – Ukkel, 8 april 1956) was een Belgisch kunstschilder.

## 1864-1899
Ciamberlani werd in 1864 geboren in de Locquenghienstraat te Brussel. Zijn ouders waren advocaat Vincent Ciamberlani (1830 - 1893) en Jeanne Peleman (1840 - 1909).
Ciamberlani studeerde eerst rechten voor hij in 1882 leerling werd van Jean-François Portaels en van de Brusselse Koninklijke Academie voor Schone Kunsten. Hij volgde tekenen naar antieke buste van 1882 tot 1883, tekenen naar antiek model van 1884 tot 1885, schilderen naar levend model van 1885 tot 1886 en tekenen naar de natuur van 1885 tot 1888. Hij voltooide zijn studies aan de academie in 1888. In 1887 nam hij nochtans al deel aan de elfde tentoonstelling van de kunstenaarsgroep L'Essor. Voor hem was dit de eerste tentoonstelling in zijn schildersloopbaan. Sander Pierron vermeldde de tentoongestelde werken in zijn biografie van de schilder: "Meisje", "Volharding", "Ruth", "In het museum" en "Indrukken". In deze periode werd Ciamberlani aangetrokken door het symbolisme. Hij onderging daarbij de invloed van Gustave Moreau en Pierre Puvis de Chavannes. Later evolueerde hij naar decoratieve, allegorische schilderkunst.
In 1894 maakte Ciamberlani zijn eerste reis naar Italië. Hij was medestichter van een samenwerkingsverband van kunstenaars, de "Coopérative artistique" (een initiatief van Jules Du Jardin, Jean Delville en A. Motte).
Hij was met zijn schilderende vrienden Emile Fabry en Jean Delville in 1892 stichtend lid van de groep Pour l'Art. Vanaf 1896 was hij ook lid van L'Art idéaliste. In dezelfde periode raakte hij onder invloed van Sâr Mérodak Péladan en stelde hij ten toon op de Parijse Salons van de Rozenkruisers.
Zijn (later afgebroken) atelier op de Terkamerenlaan in Brussel werd gebouwd naar het ontwerp van art-nouveau-architect Paul Hankar. Zijn eigen woonhuis in Elsene, het Hotel Ciamberlani, werd in 1897 door dezelfde architect ontworpen. Ciamberlani vulde de gevel aan met sgraffito, uitgevoerd door Adolphe Crespin.
In 1898 maakte Ciamberlani een reis naar Londen, in gezelschap van José Dierickx, H. Thys, G. Fichefet, René-Emmanuel Janssens, Henri Ottevaere en Victor Rousseau. In hetzelfde jaar kreeg hij zijn eerste officiële opdracht, namelijk de decoratie van de achtergrond van een half-verheven gedenkplaat. Die werd onder de gewelfde doorgang van het onder implus van burgemeester Charles Buls opnieuw opgerichte huis 'De sterre' op de Brusselse Grote Markt geplaatst. Het monument eerde tegelijkertijd burgemeester Buls en de bouwmeesters uit het roemrijke verleden die geacht werden betrokken te zijn bij de bouw van de huizen op de Grote Markt. Victor Horta tekende voor het architecturale gedeelte van het ontwerp van de gedenkplaat. Het halfverheven beeldhouwwerk was van de hand van Victor Rousseau.

## 1900 - 1914
In 1902 decoreerde Ciamberlani de door architect Victor Horta gebouwde Villa Carpentier in Ronse. Hij nam deel aan de wereldtentoonstelling van 1905 in Luik. Hij decoreerde het eresalon van het Congopaviljoen met een "Eerbetoon aan de helden van de kolonisering". In 1909-1910 maakte hij, samen met Omer Dierickx en Emile Fabry, decoratieve schilderijen voor het "Congomuseum" in Tervuren (nu het Koninklijk Museum voor Midden-Afrika). De onderwerpen waren "De Aruwimi", "De mijnstreek Katanga" en "Het meer  Tanzania in de omgeving van Albertville". In 1911 decoreerde hij de staatsietrapzaal van het stadhuis van Sint-Gillis-op-Brussel ("De Kracht", "Sereniteit" en tien panelen van een fries: "Eenzaamheid", "Onschuld", "De stem van de ruïnes", "Eerbetoon", "Het vertrek", "De terugkeer", "Veiligheid" of "De Slaap", "Puberteit", "Liefde" en "Waanbeeld").
Van 1911 tot 1913 maakte Ciamberlani opnieuw verschillende reizen door Italië.

## 1914 - 1956

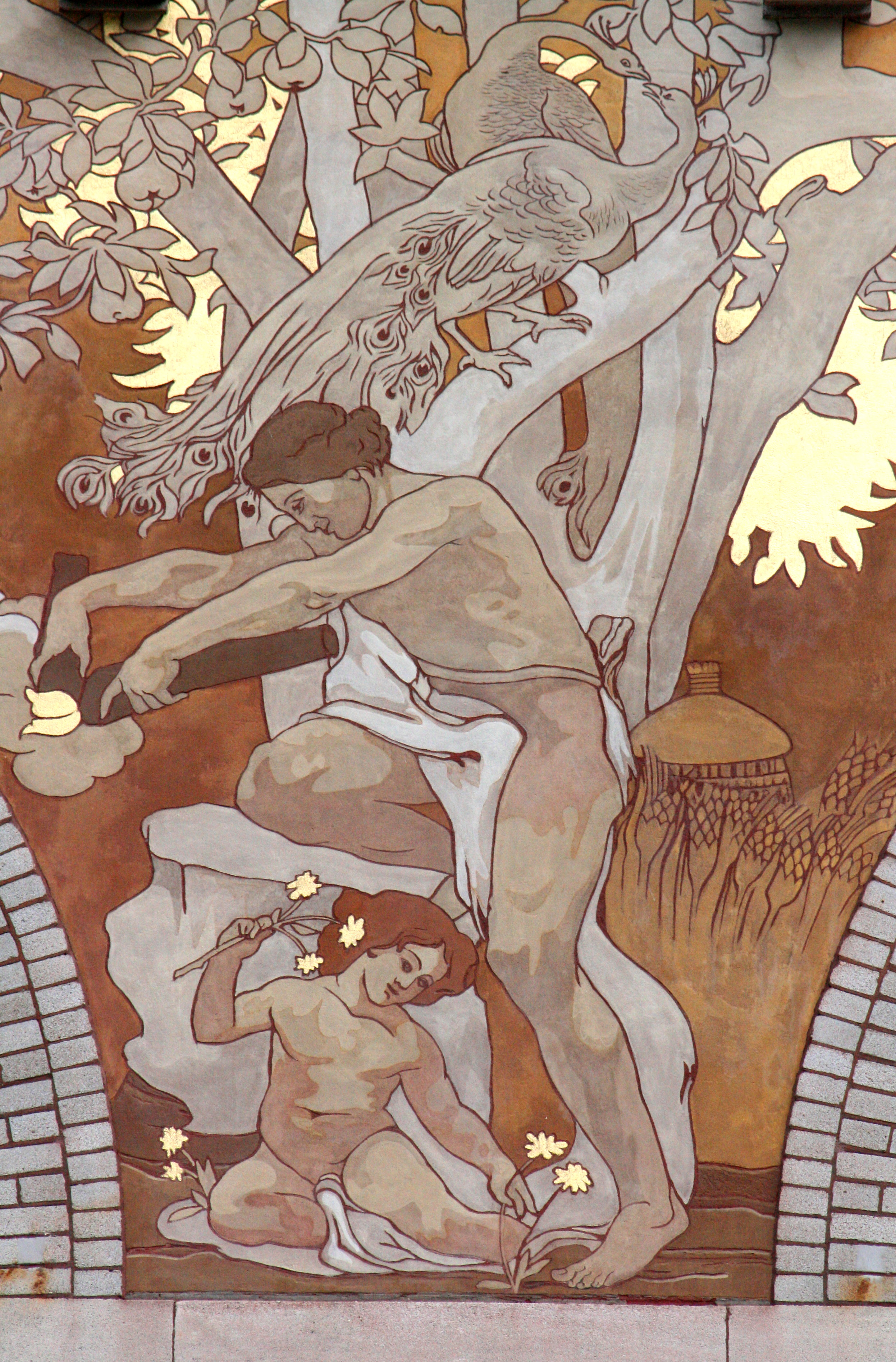
Hôtel Ciamberlani, Defacqzstraat 49, Elsene (Brussel)

In 1919 werd Ciamberlani docent tekenen aan het Nationaal Hoger Instituut voor Schone Kunsten van Antwerpen; in 1924 stapte hij over naar het atelier monumentale kunst, een functie die hij behield tot 1929. Leerlingen waren onder andere Carlo De Roover, Antoon Marstboom, Rudolf Meerbergen, Albert Van Dyck, Alfons Verheyen en Anco Wigboldus.
In 1920 werd Ciamberlani lid van de Administratieve en leidinggevende commissie, departement moderne kunst van de Koninklijke Musea voor Schone Kunsten van België te Brussel.
In 1921 werkte hij met makkers uit de groep L'Art Monumental (De monumentale kunst) - met name Jean Delville, Omer Dierickx, Emile Fabry, Constant Montald en Emile Vloors - een decoratie-ontwerp uit voor het halfcirkelvormige peristylium van de gaanderijen van het Brusselse Jubelpark. Ciamberlani's mozaïeken waren in 1931 voltooid. Ze hebben als onderwerp een "Eerbetoon aan de helden die voor het vaderland zijn gestorven in de oorlog van 1914 - 1918" (toen nog enkel bekend als de Grote Oorlog, niet als de Eerste Wereldoorlog).
Van 1926 tot 1932 werkte hij aan de decoratie van de staatsietrapzaal van het Paleis van Justitie in Leuven. Hij beeldde de volgende onderwerpen uit: "Allegorie van de Gerechtigheid", "Landelijke werkzaamheden", "Kracht en arbeid", "De rust" en "Waarheid en gedachte".
In 1927 werd hij lid van de Commissie voor Oude Kunst van de Koninklijke Musea voor Schone Kunsten van België te Brussel. In 1929 kocht het Museum voor Moderne Kunst van Luik van hem een "Eerbetoon aan de helden van de kolonisering" aan.
In 1942 publiceerde Ciamberlani een reeks artikels over de Griekse kunst. Hij werd benoemd tot directeur van de Klasse voor Schone Kunsten van de Koninklijke Academie van België.
In 1943 sloot hij een overeenkomst met de Belgische staat voor de decoratie van het Paleis van Justitie van Brussel met muurschilderingen. De onderwerpen waren "Vita serena" ("Het serene leven"), "Juli" ("De Familie"), "De tijd blijft tijdens haar eeuwige koers even stilstaan" en "De avond".
Met Alfons Verheyen restaureerde hij van 1946 tot 1950 de door oorlog beschadigde muurschilderingen in het Paleis van Justitie van Leuven. Passend in een opdracht van het Ministerie van Nationale Opvoeding ging Ciamberlani nog in 1946 naar Parijs om er de oude en moderne meesters te bestuderen.
Op 8 april 1956 stierf Ciamberlani in Ukkel en werd hij begraven op het kerkhof van Beveren. Postuum werd hij tot Officier in de Kroonorde van Italië en Ridder van het Legioen van Eer benoemd.
Sander Pierron (zie Georges Eekhoud) schreef over hem een monografie.

## Deelneming aan internationale tentoonstellingen
De voortreffelijke relaties die de leden van Pour l'Art, L'Art idéaliste en L'Art monumental via wat we nu hun sociale netwerken zouden noemen, met het establishment onderhielden, maakten dat Ciamberlani niet alleen kon deelnemen aan talrijke tentoonstellingen in het binnenland, maar evenzeer ook in het buitenland. De lijst is indrukwekkend:
- München 1901
- Parijs 1902
- Berlijn 1903
- Saint Louis 1904
- Milaan 1906
- Barcelona 1907
- Berlijn 1908
- Boedapest en München 1909
- Rome 1911
- Venetië 1912
- München 1913
- Venetië 1920
- Parijs, Barcelona, Glasgow 1921
- Rio de Janeiro 1923
- Stockholm, Riga 1927

## Werken
Een van Ciamberlani's voornaamste werken, "La Vie Sereine" ("Het serene leven") werd op het Marsveld in Parijs tentoongesteld.
Geen overheidsgebouw in België leek tussen de late jaren 1890 en de jaren 1930 nog veilig voor de monumentale aspiraties van de leden van de kunstenaarsgroepen Pour l'Art, L'art idéaliste en L'art monumental (opgericht in 1920). Ook Albert Ciamberlani heeft daar ruimschoots zijn deel aan gehad:
- Hôtel Ciamberlani (eigen woonhuis)
- de Zaal van de Mineralen in het toenmalige Musée Colonial (Koninklijk Museum van Midden-Afrika) van Tervuren
- de hal van het (voormalige) gemeentehuis van Laken
- de traphal van het Stadhuis van Sint-Gillis-op-Brussel (1911-1924)
- het Paleis van Justitie in Leuven (1926-1932)
- het Paleis van Justitie in Brussel (1948-1956)
- de mozaïeken op de halfcirkelvormige gaanderijen van het gebouwencomplex van het Jubelpark in Brussel (waarvoor hij zes ontwerpen leverde met als thema "Eerbetoon aan de helden: de herinnering, de smart, de offerande")

Daarnaast zijn er werken van Ciamberlani in verschillende Belgische openbare verzamelingen:
- Antwerpen, Koninklijk Museum voor Schone Kunsten
- Brussel, Koninklijke Musea voor Schone Kunsten van België
- Brussel, Prentenkabinet van de Koninklijke Bibliotheek Albert I
- Doornik, Museum voor Schone Kunsten;
- Elsene, Museum voor Schone Kunsten
- Gent, Museum voor Schone Kunsten
- Louvain-la-Neuve, Museum van Louvain-la-Neuve (UCL)
- Luik, Museum voor Moderne Kunst
- Beveren, Kunstpatrimonium
- Leuven, Katholieke Universiteit
- Sint-Jans-Molenbeek, Kunstbezit van de gemeente
- Sint-Pieters-Woluwe, Kunstbezit van de gemeente

De geringe populariteit van de schilder in deze tijd maakt dat de meeste werken in deze musea de reserves nauwelijks verlaten.

## Waardering
F. de S. schrijft in het artikel L'art monumental, à l'occassion de la décoration du Cinquantenaire in Gand Artistique (zie bronnen) dat het karakteristieke van Ciamberlani's talent in de tekening ligt. 'De expressie is eenvoudig, altijd strevend naar de eliminering van het overtollige om via soms zelfs vrijwel monochrome werken te komen tot een bewonderenswaardige synthese. 'Il voit l'humanité heureuse et lui assigne pour cadre un milieu élyséen'. 'In zijn verbeelde wereld is de mensheid gelukkig en hij wijst ze een Elyzese omgeving toe' zegt Sander Pierron in Etudes d'Art, Albert Ciamberlani. In dezelfde geest zegt Camille Lemonnier over hem dat zijn klassieke figuren 'het edele tempo van houdingen, gekoppeld aan de gelukzalige vrede van plaatsen' willen uitdrukken. Sander Pierron weet nog dat hij schildert met 'rijke, transparante kleuren, die op verholen wijze muzikale en geluidloze sferen suggereren'.